# Cournonsec
Cournonsec [kuʁ.nɔ̃.sek] (en occitan Cornonsec [kur.non.'sek]) est une commune française située dans l'est du département de l'Hérault en région Occitanie.
Exposée à un climat méditerranéen, elle est drainée par la Vène, le ruisseau de la Billière et par un autre cours d'eau. La commune possède un patrimoine naturel remarquable : un site Natura 2000 (la « plaine de Fabrègues-Poussan ») et trois zones naturelles d'intérêt écologique, faunistique et floristique.
Cournonsec est une commune urbaine qui compte 3 583 habitants en 2022, après avoir connu une forte hausse de la population depuis 1962. Elle est dans l'agglomération de Cournonterral et fait partie de l'aire d'attraction de Montpellier. Ses habitants sont appelés les Cournonsécois ou  Cournonsécoises.

## Géographie
Le village est situé à l'extrême ouest de l'agglomération de Montpellier dont il est membre. Cournonsec est un beau et vieux village, construit sur une petite colline. La périurbanisation de ces dernières décennies a entraîné une Conurbation du village de Cournonsec et de Cournonterral.
La rivière la Vène y prend sa source pour, après un parcours de 12 km et la traversée de Montbazin et Gigean, se jeter dans l'étang de Thau en face de Sète.

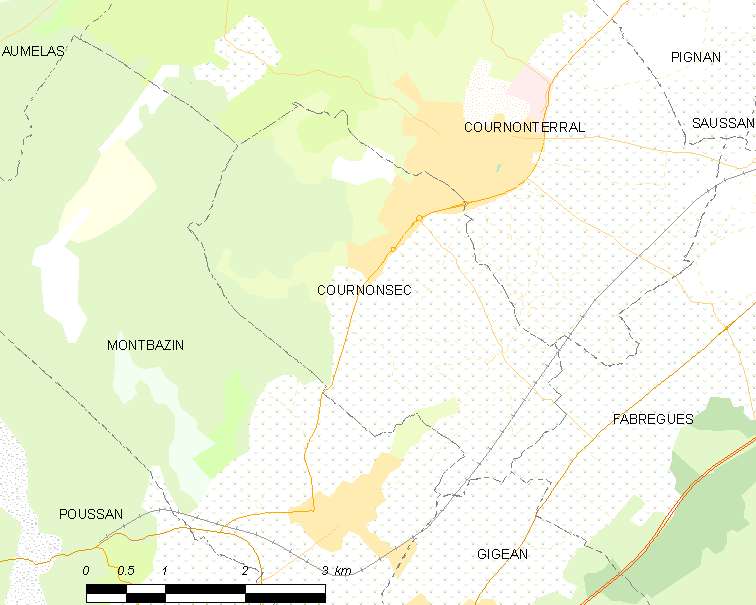
Carte

| St-Paul-et-Valmalle (8.89 / 17,88 km) La Boissière (13.61 / 24,16 km) Gignac (16.66 / 29,84 km) Aumelas (10.23 / 18,39 km) St-Bauzille-de-la-Sylve (14.57 / 34,96 km) Pouzols (16.93 / 34,10 km) Vendémian (11.73 / 24,26 km) Tressan (17.22 / 26,62 km) Puilacher (15.67 / 24,78 km) Plaissan (14.18 / 22,92 km) | Montarnaud (11.26 / 18,46 km) | Vailhauquès (13.79 / 20,95 km) Cournonterral (1.87 / 2,13 km)                                                                                                  |
| Bélarga (17.06 / 26,89 km) Paulhan (19.33 / 33,79 km) | Cournonsec                    | Fabrègues (6.26 / 7,17 km) |
| Campagnan (16.31 / 25,97 km) Saint-Pargoire (14.49 / 23,06 km) St-Pons-de-Mauchiens (15.47 / 23,69 km) Montagnac (18.98 / 24,61 km) Villeveyrac (9.08 / 13,11 km) Loupian (12.97 / 19,16 km) Poussan (7.04 / 8,40 km)                                                                                             | Montbazin (3.63 / 4,42 km)    | Villeneuve-lès-Maguelone (13.23 / 17,36 km) Mireval (9.35 / 13,17 km) Vic-la-Gardiole (10.33 / 13,42 km) Frontignan (11.86 / 18,40 km) Gigean (5.34 / 7,77 km) |

### Climat
Pour des articles plus généraux, voir Climat de l'Occitanie et Climat de l'Hérault.
En 2010, le climat de la commune est de type climat méditerranéen franc, selon une étude s'appuyant sur une série de données couvrant la période 1971-2000. En 2020, Météo-France publie une typologie des climats de la France métropolitaine dans laquelle la commune est exposée à un climat méditerranéen et est dans la région climatique  Provence, Languedoc-Roussillon, caractérisée par une pluviométrie faible en été, un très bon ensoleillement (2 600 h/an), un été chaud (21,5 °C), un air très sec en été, sec en toutes saisons, des vents forts (fréquence de 40 à 50 % de vents > 5 m/s) et peu de brouillards.
Pour la période 1971-2000, la température annuelle moyenne est de 14,6 °C, avec une amplitude thermique annuelle de 15,7 °C. Le cumul annuel moyen de précipitations est de 695 mm, avec 6 jours de précipitations en janvier et 2,5 jours en juillet. Pour la période 1991-2020, la température moyenne annuelle observée sur la station météorologique la plus proche, située sur la commune de Villeneuve-lès-Maguelone à 12,71 km à vol d'oiseau, est de 15,4 °C et le cumul annuel moyen de précipitations est de 591,6 mm,. Pour l'avenir, les paramètres climatiques de la commune estimés pour 2050 selon différents scénarios d'émission de gaz à effet de serre sont consultables sur un site dédié publié par Météo-France en novembre 2022.

### Milieux naturels et biodiversité

#### Réseau Natura 2000

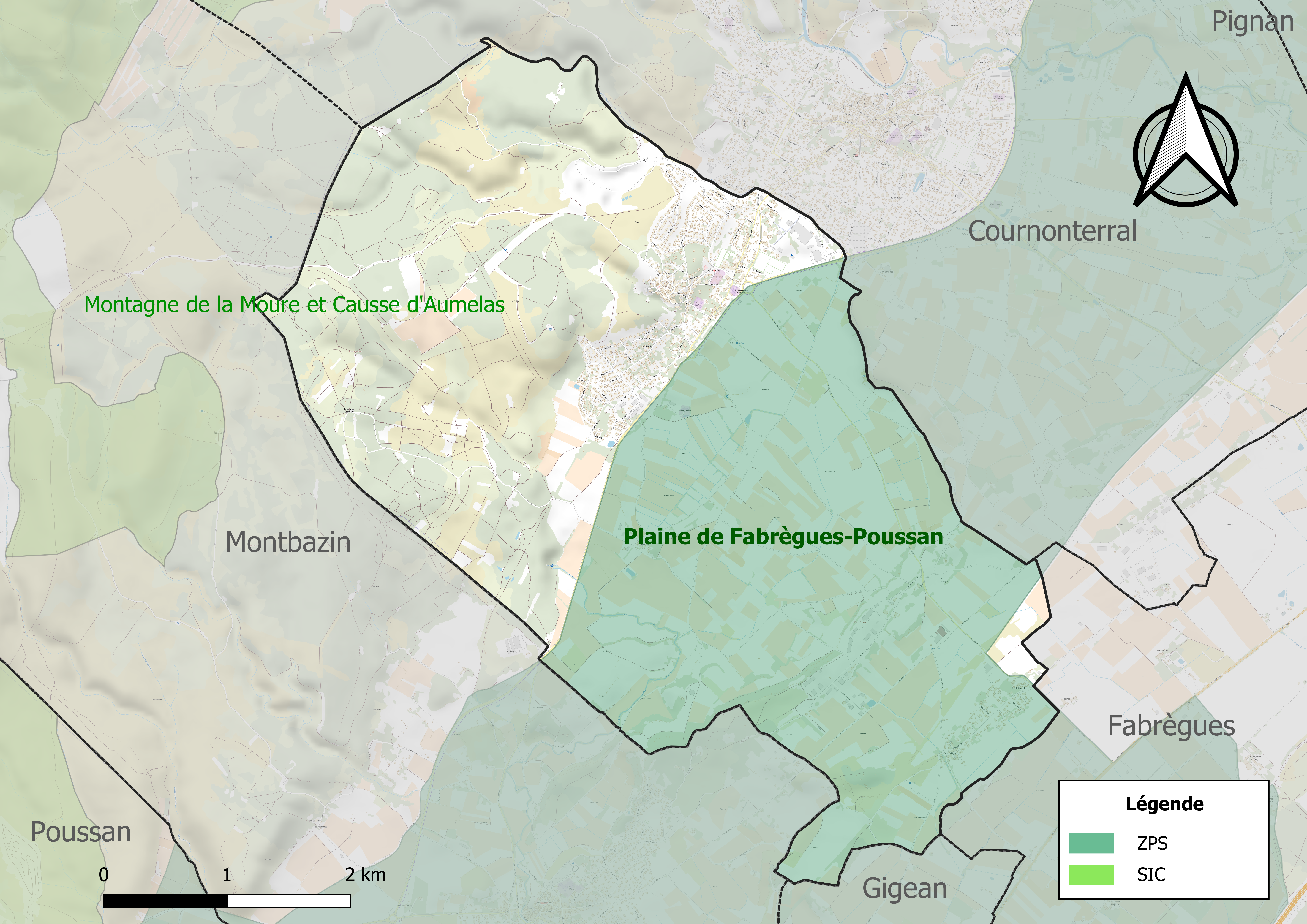
Sites Natura 2000 sur le territoire communal.

Le réseau Natura 2000 est un réseau écologique européen de sites naturels d'intérêt écologique élaboré à partir des directives habitats et oiseaux, constitué de zones spéciales de conservation (ZSC) et de zones de protection spéciale (ZPS).
Un site Natura 2000 a été défini sur la commune au titre  de la directive oiseaux : la ZPS de la plaine de Fabrègues-Poussan, 3 288 ha sur les mêmes communes que la ZNIEFF du même nom. Le couvert du terrain est composé de 52 % de plantations d'arbres à dominante de vignes mais incluant aussi des vergers et dehesas, 25 % d'autres terres arables, et six autres types d'occupation de terrain (forêts, pelouses, etc). L'ensemble de zones cultivées, haies et petits bois, abrite l'une des dernières populations languedociennes de la pie-grièche à poitrine rose (Lanius minor) qui a fortement régressé en France ; le rollier d'Europe (Coracias garrulus) dont la répartition en France est quasiment limitée aux régions Provence-Alpes-Côte d'Azur et Languedoc-Roussillon ; et l'outarde canepetière (Tetrax tetrax) qui en France est cantonnée aux grandes plaines céréalières du Centre-Ouest et aux plaines méditerranéennes dans le Languedoc et en Provence. Le couvert est favorable à de nombreuses espèces d'oiseaux à forte valeur patrimoniale.

#### Zones naturelles d'intérêt écologique, faunistique et floristique
L’inventaire des zones naturelles d'intérêt écologique, faunistique et floristique (ZNIEFF) a pour objectif de réaliser une couverture des zones les plus intéressantes sur le plan écologique, essentiellement dans la perspective d’améliorer la connaissance du patrimoine naturel national et de fournir aux différents décideurs un outil d’aide à la prise en compte de l’environnement dans l’aménagement du territoire.
Une ZNIEFF de type 1 est recensée sur la commune :
les « pelouses des Cresses » (50 ha), couvrant 2 communes du département
et deux ZNIEFF de type 2, : 
- le « causse d'Aumelas et montagne de la Moure » (16 237 ha), couvrant 16 communes du département[13] ;
- la « plaine de Fabrègues à Poussan » (3 330 ha), couvrant 8 communes du département[14].

Carte des ZNIEFF de type 1 et 2 à Cournonsec.
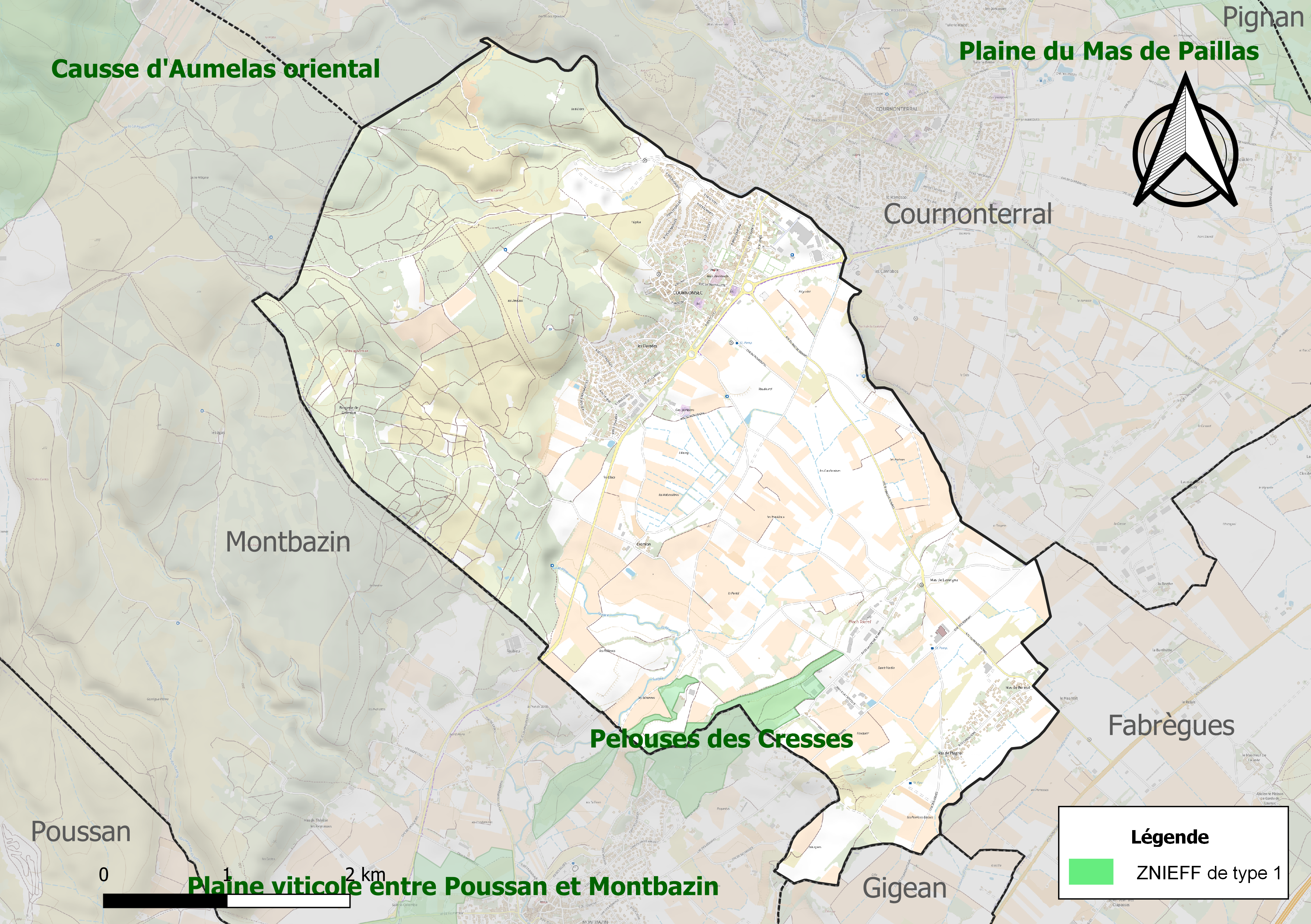
Carte de la ZNIEFF de type 1 sur la commune.
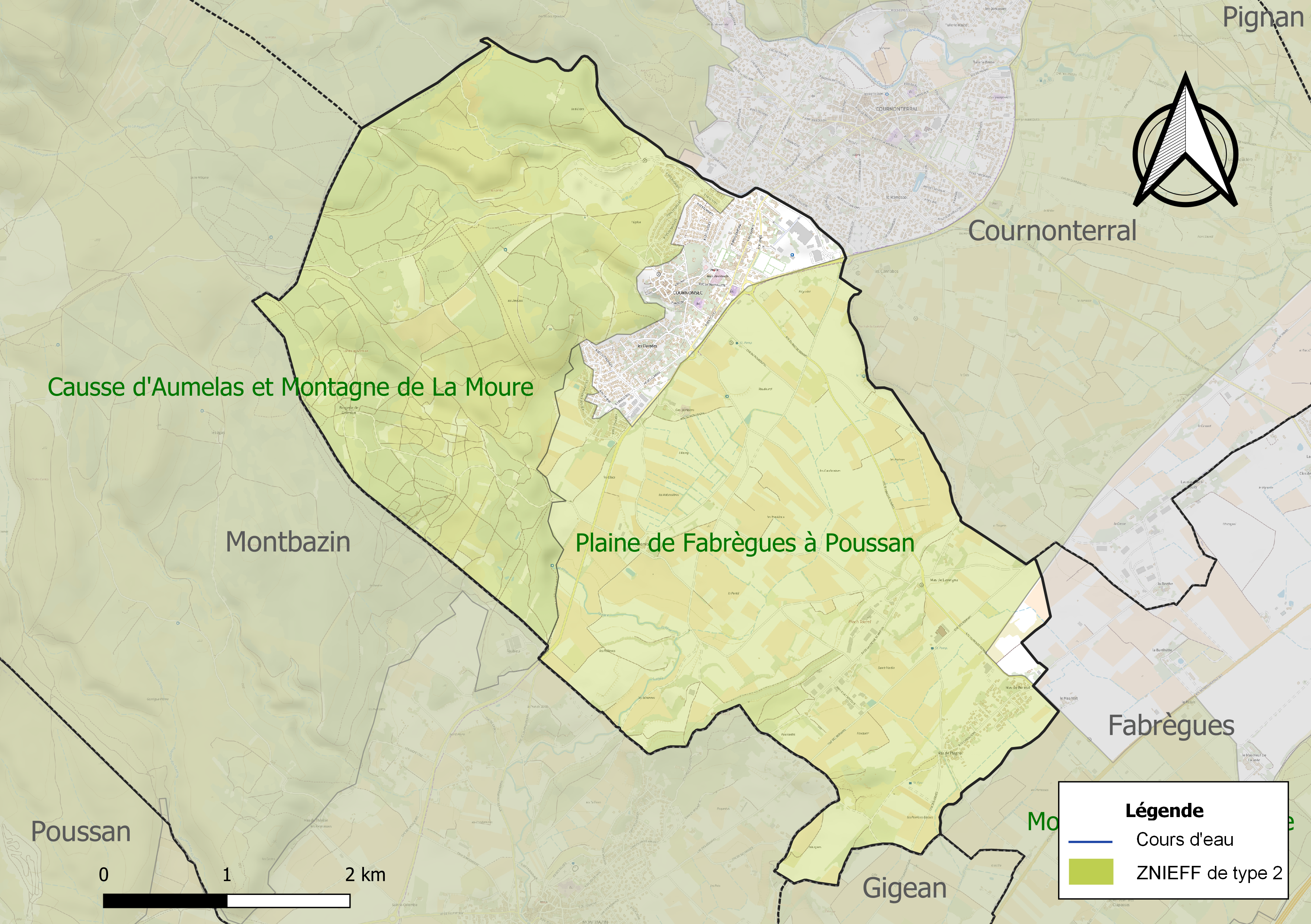
Carte des ZNIEFF de type 2 sur la commune.

## Urbanisme

### Typologie
Au 1er janvier 2024, Cournonsec est catégorisée petite ville, selon la nouvelle grille communale de densité à sept niveaux définie par l'Insee en 2022.
Elle appartient à l'unité urbaine de Cournonterral, une agglomération intra-départementale regroupant deux  communes, dont elle est une commune de la banlieue,,. Par ailleurs la commune fait partie de l'aire d'attraction de Montpellier, dont elle est une commune de la couronne,. Cette aire, qui regroupe 161 communes, est catégorisée dans les aires de 700 000 habitants ou plus (hors Paris),.

### Occupation des sols
L'occupation des sols de la commune, telle qu'elle ressort de la base de données européenne d’occupation biophysique des sols Corine Land Cover (CLC), est marquée par l'importance des territoires agricoles (47,5 % en 2018), en diminution par rapport à 1990 (51,5 %). La répartition détaillée en 2018 est la suivante : 
cultures permanentes (47,5 %), milieux à végétation arbustive et/ou herbacée (37,9 %), zones urbanisées (9,8 %), zones industrielles ou commerciales et réseaux de communication (2,5 %), forêts (2,3 %). L'évolution de l’occupation des sols de la commune et de ses infrastructures peut être observée sur les différentes représentations cartographiques du territoire : la carte de Cassini (XVIIIe siècle), la carte d'état-major (1820-1866) et les cartes ou photos aériennes de l'IGN pour la période actuelle (1950 à aujourd'hui).

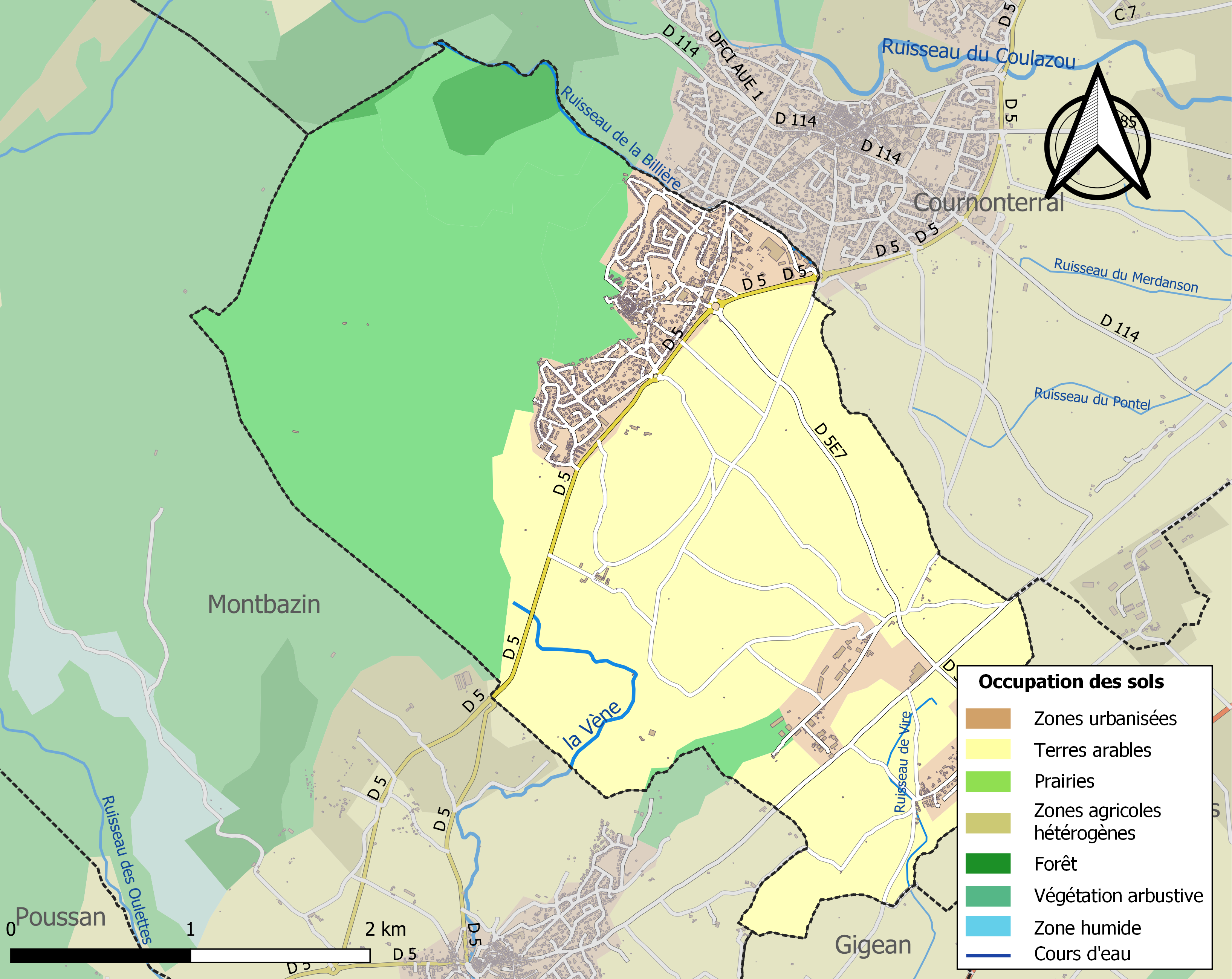
Carte des infrastructures et de l'occupation des sols de la commune en 2018 (CLC).

### Voie de communication et transports
En venant de Montpellier, prendre la D5 direction Pignan, Cournonterral, Cournonsec, ou en venant de Sète, direction Gigean, Montbazin, Cournonsec.
La D5 est la principale voie de communication pour accéder à Cournonsec.
La commune est desservie par les lignes de bus 34 et 38 de la TAM. Un projet d'extension de la ligne 2 du tramway de Montpellier, pour desservir le canton de Pignan jusqu'à Cournonsec fut un temps prévu, mais depuis lors abandonné.

### Risques majeurs
Le territoire de la commune de Cournonsec est vulnérable à différents aléas naturels : météorologiques (tempête, orage, neige, grand froid, canicule ou sécheresse), inondations, feux de forêts et séisme (sismicité faible). Un site publié par le BRGM permet d'évaluer simplement et rapidement les risques d'un bien localisé soit par son adresse soit par le numéro de sa parcelle.
Certaines parties du territoire communal sont susceptibles d’être affectées par le risque d’inondation par débordement de cours d'eau, notamment la Vène. La commune a été reconnue en état de catastrophe naturelle au titre des dommages causés par les inondations et coulées de boue survenues en 1982, 1999, 2002 et 2003,.
Cournonsec est exposée au risque de feu de forêt. Un plan départemental de protection des forêts contre les incendies (PDPFCI) a été approuvé en juin 2013 et court jusqu'en 2022, où il doit être renouvelé. Les mesures individuelles de prévention contre les incendies sont précisées par deux arrêtés préfectoraux et s’appliquent dans les zones exposées aux incendies de forêt et à moins de 200 mètres de celles-ci. L’arrêté du 25 avril 2002 réglemente l'emploi du feu en interdisant notamment d’apporter du feu, de fumer et de jeter des mégots de cigarette dans les espaces sensibles et sur les voies qui les traversent sous peine de sanctions. L'arrêté du 11 mars 2013 rend le débroussaillement obligatoire, incombant au propriétaire ou ayant droit,.

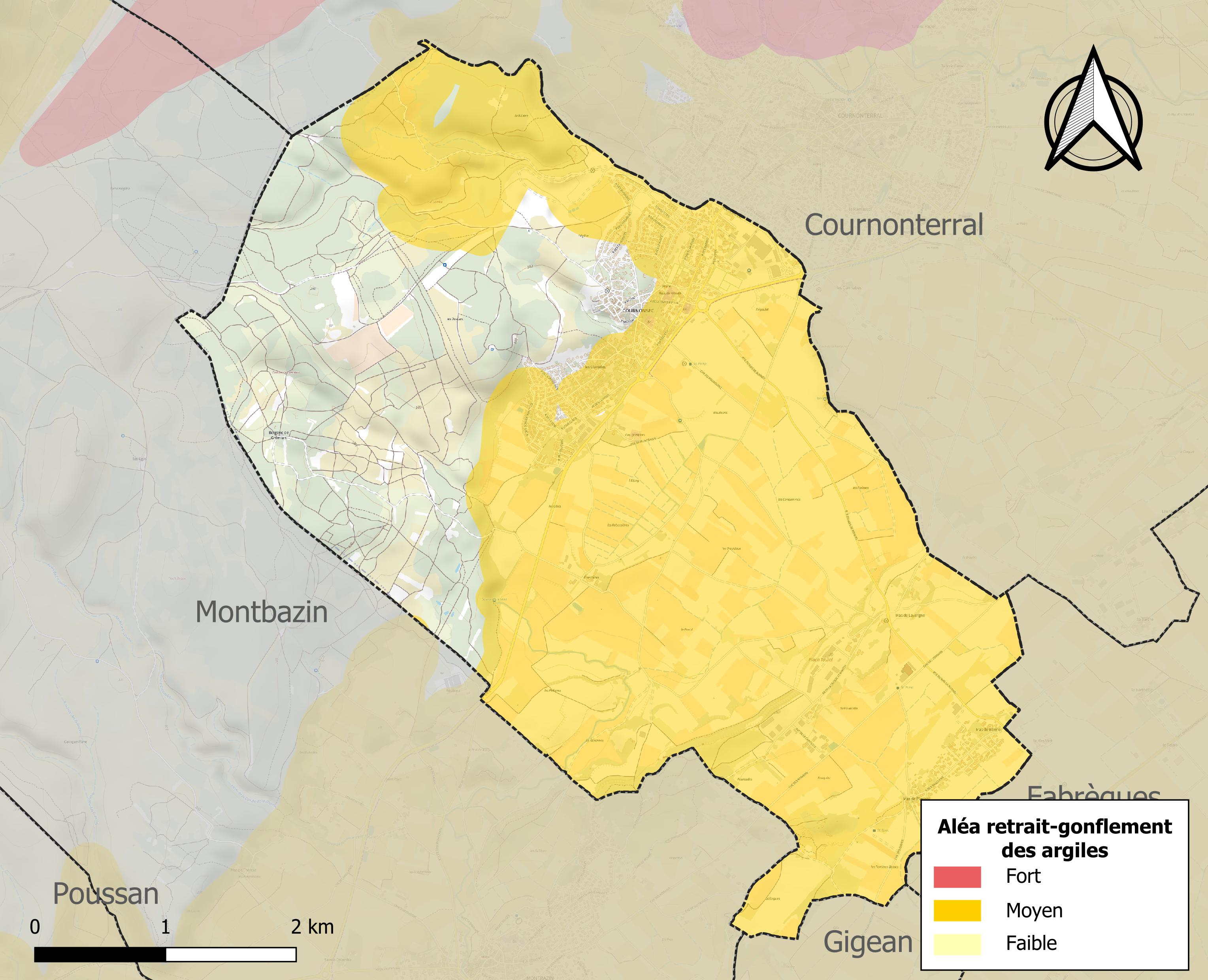
Carte des zones d'aléa retrait-gonflement des sols argileux de Cournonsec.

Le retrait-gonflement des sols argileux est susceptible d'engendrer des dommages importants aux bâtiments en cas d’alternance de périodes de sécheresse et de pluie. 70,4 % de la superficie communale est en aléa moyen ou fort (59,3 % au niveau départemental et 48,5 % au niveau national). Sur les 1 085 bâtiments dénombrés sur la commune en 2019, 848 sont en aléa moyen ou fort, soit 78 %, à comparer aux 85 % au niveau départemental et 54 % au niveau national. Une cartographie de l'exposition du territoire national au retrait gonflement des sols argileux est disponible sur le site du BRGM,.
Par ailleurs, afin de mieux appréhender le risque d’affaissement de terrain, l'inventaire national des cavités souterraines permet de localiser celles situées sur la commune.

## Économie

### Revenus
En 2018, la commune compte 1 231 ménages fiscaux, regroupant 3 367 personnes. La médiane du revenu disponible par unité de consommation est de 22 390 € (20 330 € dans le département). 52 % des ménages fiscaux sont imposés (45,8 % dans le département).

### Emploi
|                | 2008   | 2013   | 2018  |
| -------------- | ------ | ------ | ----- |
| Commune        | 5,8 %  | 7,8 %  | 9,2 % |
| Département    | 10,1 % | 11,9 % | 12 %  |
| France entière | 8,3 %  | 10 %   | 10 %  |

En 2018, la population âgée de 15 à 64 ans s'élève à 2 221 personnes, parmi lesquelles on compte 78,7 % d'actifs (69,6 % ayant un emploi et 9,2 % de chômeurs) et 21,3 % d'inactifs,. Depuis 2008, le taux de chômage communal (au sens du recensement) des 15-64 ans est inférieur à celui de la France et du département.
La commune fait partie de la couronne de l'aire d'attraction de Montpellier, du fait qu'au moins 15 % des actifs travaillent dans le pôle,. Elle compte 785 emplois en 2018, contre 679 en 2013 et 583 en 2008. Le nombre d'actifs ayant un emploi résidant dans la commune est de 1 554, soit un indicateur de concentration d'emploi de 50,5 % et un taux d'activité parmi les 15 ans ou plus de 66,4 %.
Sur ces 1 554 actifs de 15 ans ou plus ayant un emploi, 286 travaillent dans la commune, soit 18 % des habitants. Pour se rendre au travail, 89,7 % des habitants utilisent un véhicule personnel ou de fonction à quatre roues, 1,9 % les transports en commun, 4,6 % s'y rendent en deux-roues, à vélo ou à pied et 3,8 % n'ont pas besoin de transport (travail au domicile).

### Activités hors agriculture

#### Secteurs d'activités
288 établissements sont implantés  à Cournonsec au 31 décembre 2019. Le tableau ci-dessous en détaille le nombre par secteur d'activité et compare les ratios avec ceux du département,.
| Secteur d'activité                                                                                        | Commune | Commune | Département |
| Secteur d'activité                                                                                        | Nombre  | %       | %           |
| --- | ------- | ------- | ----------- |
| Ensemble                                                                                                  | 288     | 100 %   | (100 %)     |
| Industrie manufacturière, industries extractives et autres                                                | 23      | 8 %     | (6,7 %)     |
| Construction                                                                                              | 59      | 20,5 %  | (14,1 %)    |
| Commerce de gros et de détail, transports, hébergement et restauration                                    | 73      | 25,3 %  | (28 %)      |
| Information et communication                                                                              | 15      | 5,2 %   | (3,3 %)     |
| Activités financières et d'assurance                                                                      | 6       | 2,1 %   | (3,2 %)     |
| Activités immobilières                                                                                    | 9       | 3,1 %   | (5,3 %)     |
| Activités spécialisées, scientifiques et techniques et activités de services administratifs et de soutien | 42      | 14,6 %  | (17,1 %)    |
| Administration publique, enseignement, santé humaine et action sociale                                    | 34      | 11,8 %  | (14,2 %)    |
| Autres activités de services                                                                              | 27      | 9,4 %   | (8,1 %)     |

Le secteur du commerce de gros et de détail, des transports, de l'hébergement et de la restauration est prépondérant sur la commune puisqu'il représente 25,3 % du nombre total d'établissements de la commune (73 sur les 288 entreprises implantées  à Cournonsec), contre 28 % au niveau départemental.

#### Entreprises et commerces
Les cinq entreprises ayant leur siège social sur le territoire communal qui génèrent le plus de chiffre d'affaires en 2020 sont : 
- Auxiliaire De Transports, location de camions avec chauffeur (5 703 k€)
- Fert Demolition Herault, démantèlement d'épaves (4 828 k€)
- Littoral Enrobes, fabrication d'autres produits minéraux non métalliques n.c.a. (2 221 k€)
- MTR Location, location et location-bail de camions (2 106 k€)
- LM, commerce de gros (commerce interentreprises) de fournitures et équipements divers pour le commerce et les services (800 k€)

### Agriculture
La commune est dans les Garrigues, une petite région agricole occupant une partie du centre et du nord-est du département de l'Hérault. En 2020, l'orientation technico-économique de l'agriculture  sur la commune est la culture de fruits ou d'autres cultures permanentes.
|               | 1988 | 2000 | 2010 | 2020 |
| ------------- | ---- | ---- | ---- | ---- |
| Exploitations | 47   | 49   | 22   | 25   |
| SAU (ha)      | 424  | 497  | 242  | 438  |

Le nombre d'exploitations agricoles en activité et ayant leur siège dans la commune est passé de 47 lors du recensement agricole de 1988  à 49 en 2000 puis à 22 en 2010 et enfin à 25 en 2020, soit une baisse de 47 % en 32 ans. Le même mouvement est observé à l'échelle du département qui a perdu pendant cette période 67 % de ses exploitations,. La surface agricole utilisée sur la commune a quant à elle augmenté, passant de 424 ha en 1988 à 438 ha en 2020. Parallèlement la surface agricole utilisée moyenne par exploitation a augmenté, passant de 9 à 18 ha.

### Revenus de la population et fiscalité
En 2009, le revenu net moyen par foyer fiscal à Cournonsec était de 24 453 €.

### Emplois et entreprises
Home et cars, HEC propreté, Propre auto, HEC bâtiment, Le bricoleur.

## Histoire

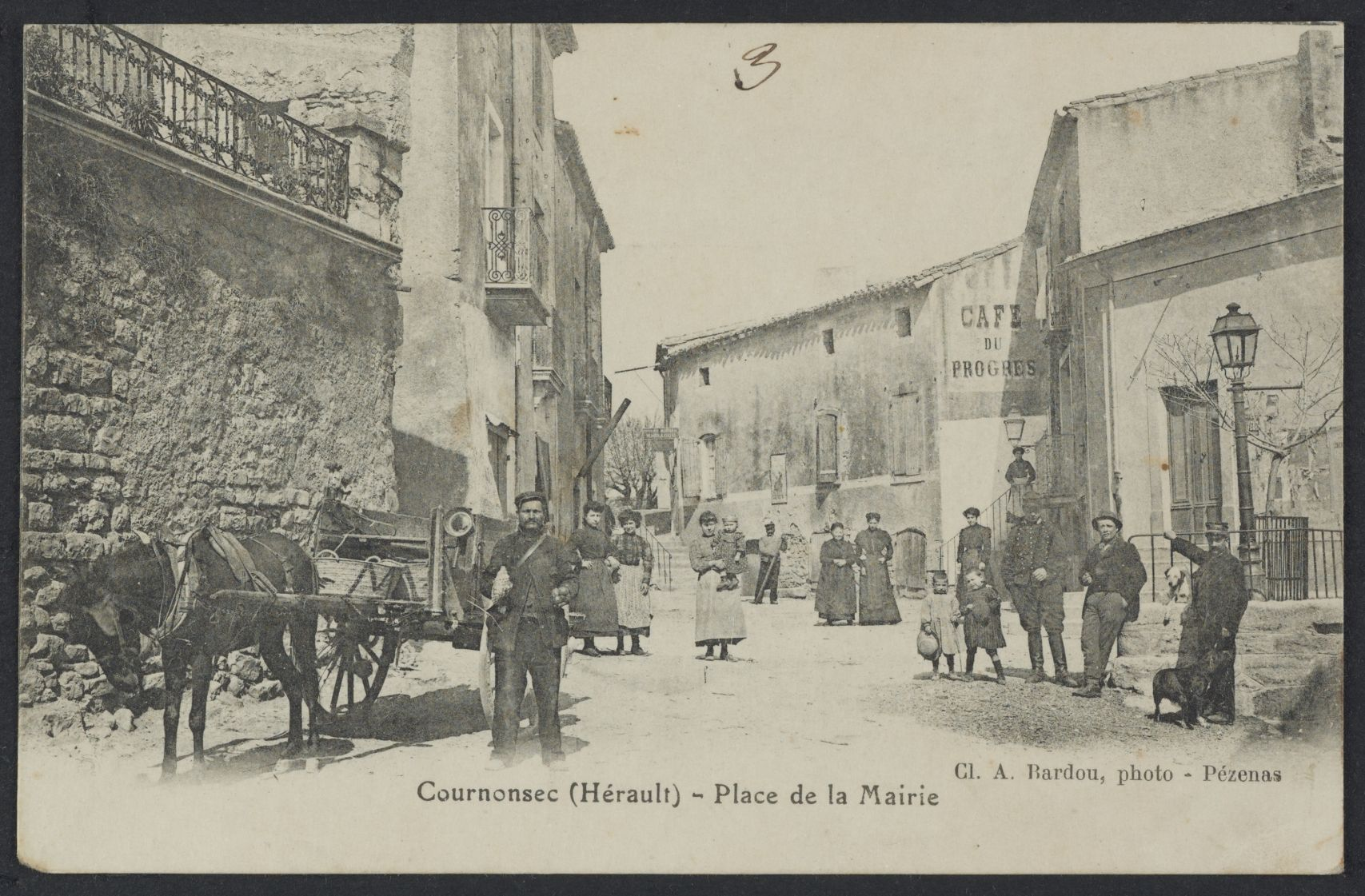
Carte postale de la place de la mairie (fin XIXe - début XXe siècle)

Lors de la première rébellion huguenote Cournonsec fut prise, le 7 avril 1622, par les troupes catholiques de Henri de Montmorency et du comte de Châtillon.
Lors de la Révolution française, les citoyens de la commune se réunissent au sein de la société révolutionnaire, baptisée « société des amis de la constitution et de l’égalité » en 1792.

## Le «vieux village»

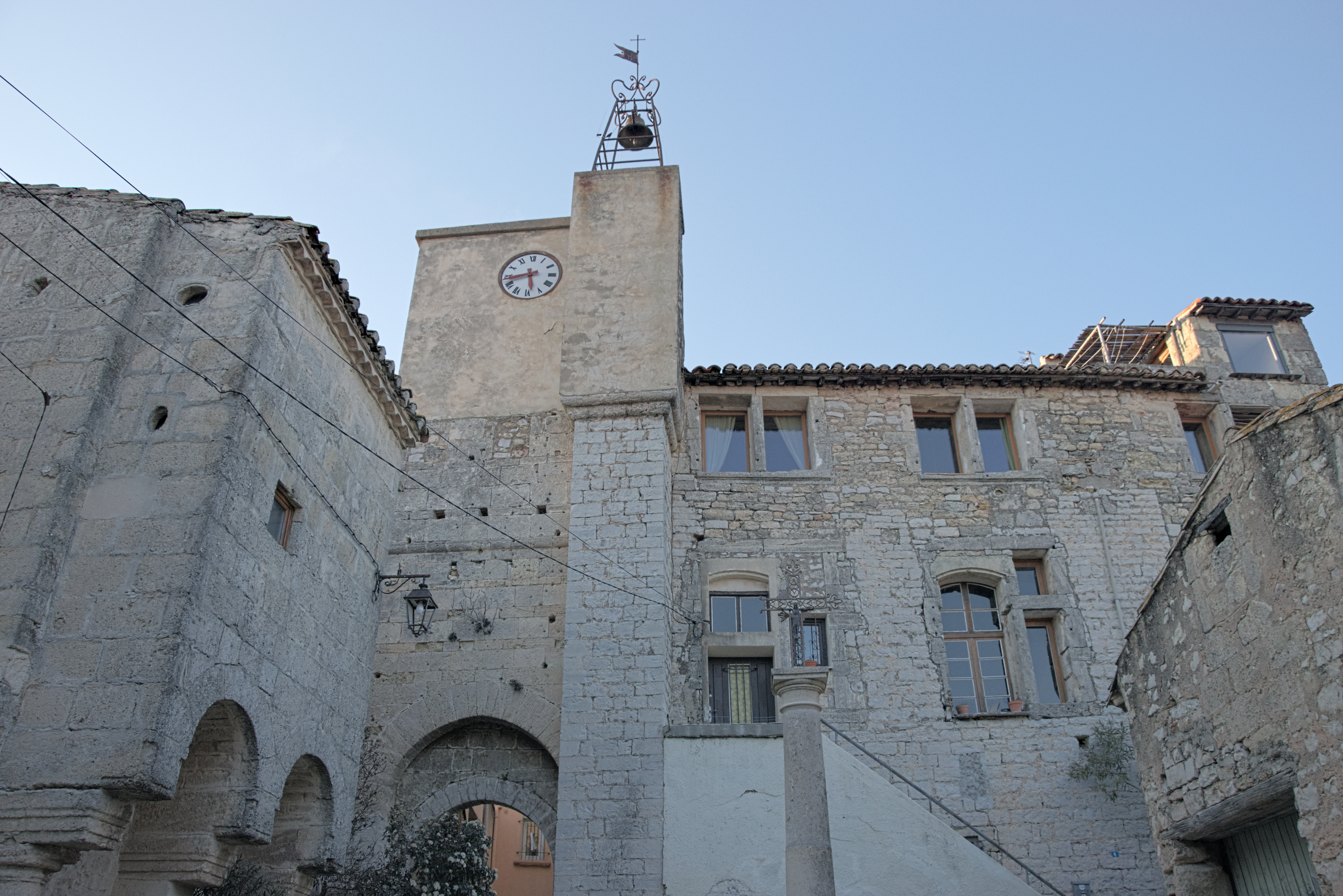
Château de Cournonsec

La partie la plus ancienne est appelée « vieux village ». On peut y observer le château avec son horloge et sa cloche ; la maison du juge où l'on rendait justice ; le temple protestant ; et un vieux cimetière également protestant . Ses ruelles étroites au sol souvent dallé et ses maisons anciennes lui donnent une allure médiévale.

## Toponymie

### Toponymie classique
Le mot occitan Cornonsec est formé de « Cornon »  (prononcer Cournon) -corn, en ancien occitan, c'est littéralement la corne ou la pointe- qu'on retrouve aussi dans le nom d'un lieu voisin, Cournonterral, et du suffixe « sic » issu du latin « siccum » qui rappelle la situation de Cournonsec sur un sommet aride. Les sources anciennes donnent : castello, que vocant Cornone Sicco (1063); Cornum sic (1114); de castro Cornone Sicco (1116); castro de Cornonesicco (1149);  de Cornonesicco (1392); de Cornone Sicco (1529).

### Étymologie légendaire
Le mot Cournonsec viendrait, d'après ce que racontent les anciens du village, de Hannibal. Lors de sa traversée, il serait passé par la plaine avec toutes ses troupes. Recherchant un endroit où camper, il envoya ses éclaireurs. Lorsqu’ils revinrent, ils lui dirent qu'il y avait près d'une colline, un cours d'eau (soit le Coulazou, soit la Vène) et un endroit pour camper. Il répondit alors (en latin) « cournon » qui voulait dire « pourquoi pas »… Si cette étymologie parait douteuse (la langue des carthaginois n'était pas le latin), les carthaginois d'Hannibal ont bien séjourné dans la région, c'est un fait historiquement établi.
Le fait que Cournonsec soit sur une colline rocheuse sans eau, ni terre, fait qu'on lui a donné le suffixe de sec, ce qui donna… Cournonsec.

Note à propos du village voisin de Cournonterral : le mot occitan terralh signifie terre-plein ou encore, en ancien français, le mot terral peut signifier terrain mais aussi et surtout retranchement en terre, terrassement ou encore boue.

## Politique et administration
| Période       | Période       | Identité          | Étiquette  | Qualité                                                                           |
| ------------- | ------------- | ----------------- | ---------- | --------------------------------------------------------------------------------- |
| 1947          | 1953          | Emile Vidal       |            |                                                                                   |
| 1953          | 1956          | Léon Marcou       |            |                                                                                   |
| 1956          | 1959          | Adolphe Carrieu   |            |                                                                                   |
| 1959          | 1983          | Pierre Mascon     |            |                                                                                   |
| 1983          | décembre 1986 | Roger Bonato      |            |                                                                                   |
| décembre 1986 | mars 2014     | Jean-Pierre Moure | PS         | Conseiller général (1998-2015) Président de Montpellier Agglomération (2010-2014) |
| mars 2014     | En cours      | Régine Illaire    | PS puis SE | Employée Conseillère communautaire Montpellier Agglomération                      |

## Démographie
Au dernier recensement, la commune comptait 3583 habitants.
| 1793 | 1800 | 1806 | 1821 | 1831 | 1836 | 1841 | 1846 | 1851 |
| ---- | ---- | ---- | ---- | ---- | ---- | ---- | ---- | ---- |
| 340  | 430  | 340  | 439  | 464  | 470  | 473  | 456  | 464  |

| 1856 | 1861 | 1866 | 1872 | 1876 | 1881 | 1886 | 1891 | 1896 |
| ---- | ---- | ---- | ---- | ---- | ---- | ---- | ---- | ---- |
| 467  | 525  | 549  | 574  | 532  | 458  | 461  | 530  | 576  |

| 1901 | 1906 | 1911 | 1921 | 1926 | 1931 | 1936 | 1946 | 1954 |
| ---- | ---- | ---- | ---- | ---- | ---- | ---- | ---- | ---- |
| 598  | 584  | 565  | 529  | 531  | 503  | 470  | 395  | 430  |

| 1962 | 1968 | 1975 | 1982 | 1990  | 1999  | 2006  | 2007  | 2012  |
| ---- | ---- | ---- | ---- | ----- | ----- | ----- | ----- | ----- |
| 506  | 555  | 603  | 856  | 1 122 | 1 964 | 2 101 | 2 122 | 2 742 |

| 2017  | 2022  | - | - | - | - | - | - | - |
| ----- | ----- | - | - | - | - | - | - | - |
| 3 397 | 3 583 | - | - | - | - | - | - | - |

## Équipements

### Commercial
La commune possède un supermarché de l'enseigne Intermarché, ainsi que divers autres commerces de proximité : coiffeur, fleuriste, esthéticienne, tabac, garagistes, carrossiers, opticien, restaurant, pizzeria, épicerie et boulangerie. On y trouve également une zone artisanale et le Village d'Entreprises Artisanales et de Services (VEAS) Hannibal.

### Enseignement
Il y a une école maternelle et une école élémentaire, toutes deux publiques.
Les collèges les plus proches sont à Pignan et Fabrègues.
Un lycée ouvrira ses portes prochainement, construit entre les communes de Cournonsec et Cournonterral.

### Loisirs et culture
Le village possède une médiathèque ainsi que des terrains de tambourin et de tennis.

### Santé
Un cabinet de médecins généralistes ainsi qu'une kinésithérapeute sont établis à Cournonsec.

## Culture locale et patrimoine

### Lieux et monuments

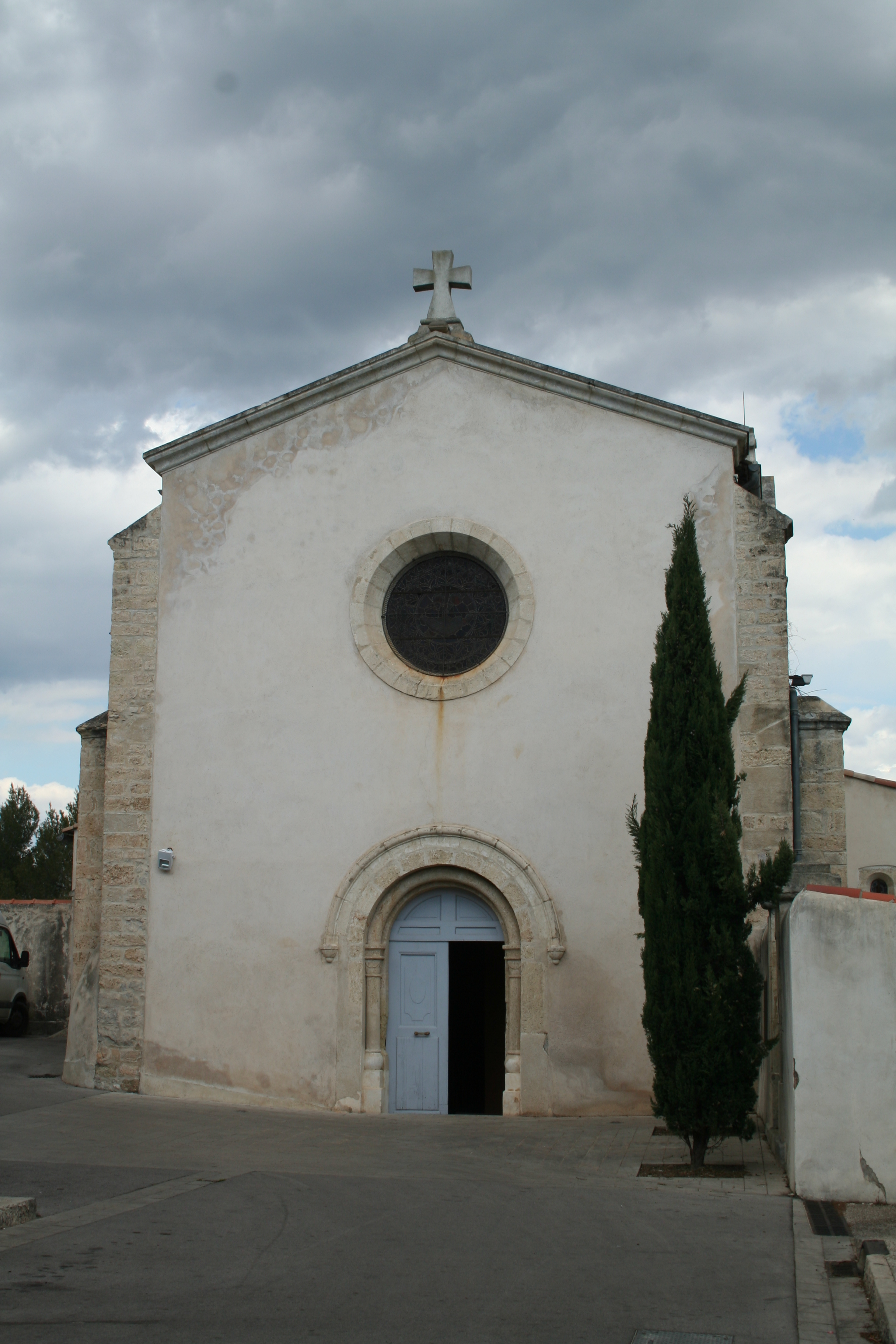
Église Saint-Christophe

- Église Saint-Christophe de Cournonsec, entourée d'un petit cimetière.
- Temple de l'Église protestante unie de France de Cournonsec et un cimetière protestant.
- Vieux château de 1025 dans le centre du village.
- Lavoir, capitelles, clapas et murets dans la garrigue environnante.

### Héraldique
|  | Les armoiries de Cournonsec se blasonnent ainsi : D'or au chef losangé d'argent et de sinople. |

### Personnalités liées à la commune
- Régis Durand (1952-2021), footballeur.

## Sports
Le Tambourin club Cournonsecois défend les couleurs de Cournonsec en championnat de France de balle au tambourin.
Le ballon sportif cournonsecois club de football défend les couleurs de Cournonsec en championnat de district.